# Carlos Augusto Salaverry
Carlos Augusto Salaverry (Distrito de Lancones, 4 de diciembre de  1830-París, 9 de abril de 1891) fue un  poeta y dramaturgo peruano, considerado, en el panorama de la literatura de su país, como el más destacado exponente del romanticismo, junto con Ricardo Palma. Es muy celebrado por sus composiciones de carácter íntimo y amatorio, entre las que resalta el poema titulado «¡Acuérdate de mí!».

## Biografía
Carlos Augusto Salaverry nació en la hacienda La Solana, situada en el actual distrito de Lancones de la provincia de Sullana. Fue hijo natural del entonces coronel Felipe Santiago Salaverry del Solar (quien llegó a ser presidente del Perú entre 1835 y 1836) y de doña Vicenta Ramírez Duarte, hija de don Francisco Ramírez y Baldés (hijo de don Manuel Ramírez de Arellano y doña Marciana Baldés, esta hija de don Francisco Baldés y Montenegro, propietario de la hacienda La Solana) y de su esposa, doña Narcisa Duarte y Ramírez, dueños de haciendas entre los actuales Perú y Ecuador.  Felipe conoció a doña Vicenta con ocasión de la movilización de las tropas peruanas a la frontera norte a raíz del estallido de la guerra con la Gran Colombia, y aunque su amor fue efímero, siempre mantuvo gran afecto por el hijo nacido de esa unión.
Su padre quiso que se educase en Lima y no en Piura; tampoco quiso que permaneciese al lado de su versada madre. Traído pues a Lima, creció y se educó bajo los cuidados de Juana Pérez de Infantas, la esposa legítima de su padre, y al lado de su hermanastro, llamado Felipe Santiago, como su padre.
Su vida en un hogar extraño fue triste. Tenía solo seis años cuando su padre fue derrotado y fusilado por Andrés de Santa Cruz, tras una sangrienta guerra. Su padre, estando en el postrero trance de su existencia, no se olvidó de él y es así que lo confió al amparo de su esposa doña Juana, tal como consta en el conmovedor testamento que escribió en Arequipa, a 18 de febrero de 1836, pocas horas antes de ser fusilado. El pequeño Carlos Salaverry siguió a sus familiares en el destierro a Chile. Fue así como su personalidad empezó a formarse en la soledad, la tristeza y las penurias económicas. Apenas pudo cursar estudios elementales.
Tras la caída de Santa Cruz en 1839, pudo retornar al Perú. A los 15 años de edad ingresó al ejército en calidad de cadete, en el batallón Yungay (1845). Sus superiores lo trasladaron de guarnición en guarnición, acaso por temor de que destacara y siguiera los pasos de su célebre padre, convertido ya en una leyenda. Así fueron pasando los primeros años de su juventud, entre las alternativas del servicio y los pronunciamientos militares. Pero la rigurosa disciplina castrense no calzaba con su temperamento liberal. Le gustaba más la soledad y el estudio. Parece que en aquellos años se entregó a la lectura furtiva de Víctor Hugo y Heinrich Heine, naciendo así su decidida vocación por las letras.
A los 20 años de edad se casó con Mercedes Felices, unión apresurada, y que como era de esperar, resultó efímera y desdichada. Luego se dejó arrastrar por otra pasión amorosa, esta vez por Ismena Torres, cuya familia se trasladó a Europa, para alejarla de él, y donde aquella se casó con el hombre que le impusieron. El diario en prosa escrito por Salaverry para registrar las incidencias de su idilio con Ismena se convirtió después, transpuesto al verso, en su mejor obra: Cartas a un ángel.
Ascendió a teniente en 1853 y a capitán en 1855. Su vocación poética se hizo pública de casualidad. Tenía un amigo, poeta y militar como él, Trinidad Fernández, quien al enterarse de la afición de Salaverry, intercedió para que sus versos aparecieran publicados en El Heraldo de Lima, en 1855. Salaverry las firmó con las iniciales de su nombre. Tenía entonces veinticinco de edad. Por esos años estrenó también sus primeros dramas que obtuvieron resonantes éxitos: Arturo, Atahualpa o la conquista del Perú, Abel o el pescador americano y El bello ideal (1857), cada uno de ellos en cuatro actos y en verso.
Tenía ya el grado de sargento mayor cuando inició su participación en la política peruana, como secretario del entonces coronel Mariano Ignacio Prado, durante la revolución que éste inició en Arequipa contra el gobierno de Juan Antonio Pezet, a propósito del incidente con España (1865).  Poco después, siempre a lado del dictador Prado, actuó en el Combate del Callao contra la flota española y en las filas que comandaba el coronel Juan Francisco Balta. Luego secundó la revolución encabezada por el coronel José Balta contra la dictadura de Prado en 1867.
Con la ascensión al poder de Balta (1869), fue incorporado al servicio diplomático, como secretario de legación, trabajo que le permitió recorrer Estados Unidos, Inglaterra, Francia e Italia. Antes, ya había publicado la primera edición de su poemario Diamantes y perlas (Lima, 1869). En Europa editó la colección de poemas titulada Albores y destellos (El Havre, 1871), obra que incluye tres libros: el del título propiamente dicho, Diamantes y perlas y Cartas a un ángel.
Se hallaba en París, cuando, al subir en Perú el gobierno civilista de Manuel Pardo, se enteró de que su cargo había sido suprimido, sin concedérsele derecho a pasaje ni indemnización alguna. Durante seis años sobrellevó una vida angustiosa en Francia, llegando al extremo de pensar en el suicidio como única salida a sus problemas conyugales y amatorios.
En 1878 regresó al Perú, envejecido y amargado. Gobernaba entonces Mariano Ignacio Prado, por segunda vez. Pero al año siguiente estalló la guerra con Chile, y el poeta tuvo que cumplir con la patria. Producida la ocupación de Lima, se unió al gobierno provisional de Francisco García Calderón, acompañándolo en sus gestiones pacifistas. Pero su carrera política acabó cuando García Calderón fue apresado por los invasores y deportado a Chile.
Salaverry, después de publicar el poema filosófico Misterios de la tumba (Lima, 1883), emprendió nuevamente viaje a Europa, donde le aguardaba un nuevo y postrero amor. Fue entonces que contrajo matrimonio por segunda vez, en París. Luego viajó incesantemente por diversas ciudades de Italia, Suiza y Alemania. Culminada esta gira feliz en 1885 sintió los primeros síntomas de la parálisis que lo aquejó el resto de su vida. Su vida se fue apagando debido a la enfermedad, falleciendo finalmente el 9 de abril de 1891, en París. Sus restos fueron repatriados en 1964 a su tierra natal, reposando en el cementerio San José de Sullana

## Representante máximo del romanticismo poético
Carlos A. Salaverry es, junto con Ricardo Palma, la única figura del romanticismo peruano que ha sobrevivido literariamente a su tiempo. Todos los demás integrantes de su generación (denominada por Palma como la “bohemia de mi tiempo”), entre los que se cuentan Clemente Althaus, Manuel Nicolás Corpancho y Arnaldo Márquez, perdieron su fama con el correr de los años. Palma le dedicó su leyenda Predestinación, integrada en Tradiciones peruanas.
Ciertamente, existe un consenso entre los críticos peruanos para considerar a Salaverry como el mayor exponente lírico de la generación romántica y por ende, de la lírica peruana del siglo XIX. Su poesía, que ha sido estudiada por diversos críticos como Alberto Ureta (que es, dicho sea de paso, es uno de sus principales ensalzadores), José de la Riva Agüero y Osma, Ventura García Calderón, Luis Alberto Sánchez y Augusto Tamayo Vargas, se distingue por «la dulzura melancólica de su alma apasionada, por el elegante pesimismo de su actitud ante la vida y por la emoción colorista que anima su intimidad desgarrada».

## Obras - Poesías

### Poesía

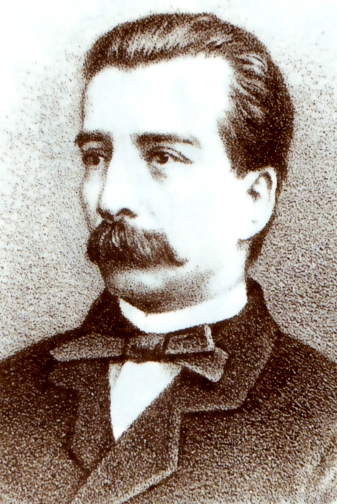
Carlos A. Salaverry. Grabado de Evaristo San Cristóval.

Salaverry abarcó géneros diversos, aunque lo más valioso de su producción es su obra lírica, que destaca por su musicalidad, su sensibilidad y fuerza sentimental, especialmente cuando expresa emociones sinceras que nacen de su espíritu interior. En su obra se nota la influencia de la poesía de Gustavo Adolfo Bécquer, al que imitó al prescindir de las formas gastadas del romanticismo por un estilo más profundo y personal.
Su poesía se reúne en cuatro libros:
- Diamantes y perlas (1869). Se compone, sobre todo, de sonetos diversos, entre circunstanciales, amorosos y festivos.
- Albores y destellos (1871). Reúne la mayor parte de sus poemas de temas políticos-sociales y los que tratan asuntos metafísicos como el de la muerte.
- Cartas a un ángel (1890), poemario en el que se encuentran los más logrados poemas amorosos y eróticos, inspirados en la misma mujer, Ismena Torres. Sobre esta obra Alberto Escobar opina lo siguiente:  «Por ser libro de amor, Cartas a un ángel es al mismo tiempo, canto de dolor, a la ausencia, al pasado feliz, al sentido del tiempo; perspectiva amatoria que Salaverry poseyó como pocos poetas peruanos. Ha sido en esos versos en los que su talento dio el fruto menor; de la anécdota personal asciende Salaverry al tema permanente del amor e incide así en un rasgo esencial del carácter humano». De esta colección pertenece el poema “¡Acuérdate de mí!”, ampliamente reproducido en los textos escolares peruanos.
- Misterios de la tumba (1883), poesías de reflexión filosófica.

Su poesía completa fue publicada en Lima en 1958, por la editorial Alberto Escobar.

### Teatro
Salaverry escribió, según afirman los tratadistas, aproximadamente una veintena de piezas teatrales, que fueron estrenadas en Lima (y una en el Callao). De entre las que fueron impresas destacan las siguientes:
- Atahualpa o la conquista del Perú (1854)
- Abel o el pescador americano (1857)
- El bello ideal (1857)
- El amor y el oro (1861)
- La estrella del Perú (1862)
- El pueblo y el tirano (1862)

Del resto de su producción teatral sólo se conservan los títulos: Arturo, Los ladrones de alto rango, Sueños del corazón, La espada de San Martín, El hombre del siglo XX, Un desconocido, El virrey y su favorita, Gigantes y pigmeos, La escuela de mujeres, El bombardeo de Pisagua.
Muchas de estas obras teatrales alcanzaron rotundo éxito. Salaverry, después de Manuel Ascencio Segura, fue en su momento el más aplaudido autor teatral del Perú. Sin embargo, al pasar el tiempo, sus obras se han ido desvalorizando y hoy día, prácticamente todas, se hallan sumidas en el olvido. Todas están escritas en verso, con estilo artificioso y con argumentos muy truculentos. Predominan los largos monólogos confesionales, y sus personajes, héroes de opereta que en su momento arrancaron aplausos del público, nos parecen ahora seres exóticos y estrafalarios.

## Característica de su poesía
Salaverry, desde el punto de vista formal, fue un poeta respetuoso de las normas clásicas. Sus sonetos son impecables en su estructura y nada tienen que envidiar a los de Luis de Góngora o los de Francisco de Quevedo. Sus odas mismas nos recuerdan la gallarda inspiración del Divino Herrera. Sin embargo, se puede también reconocer la influencia de Gustavo Adolfo Bécquer en el uso de la rima asonante y la métrica multiforme:

Cuando veas que un ave solitaria
cruza el espacio en moribundo vuelo,
buscando un nido entre la mar y el cielo,
¡Acuérdate de mí!

Acuérdate de mí

¿Por qué cae de tus ojos esa lágrima,
en las rosas encarnadas del rubor,
desprendida de aquel cielo en que las vírgenes

cubren, tras velo púdico,

el alma del amor?

Capricho

Es en el fondo de su poesía, predominantemente amorosa, en donde encontramos el romanticismo. Los temas los halla sucesivamente en el erotismo, el dolor y la angustia. La erótica, principal tema de sus primeros años, comienza entre candorosa y lozana para desembocar en el lamento y el desengaño. Su dolor viene cargado de un filosofismo fatalista:

La humilde flor que el delicado broche
abre bajo el rocío de la noche
y en las tinieblas sus aromas vierte,
seméjase a mi musa desolada
cantando las grandezas de la nada
y el resplandor sombrío de la muerte.

El crítico Antonio Cornejo Polar interpreta así su poesía:

A partir de una actitud existencial impregnada de escepticismo (se llama a sí mismo "triste cortesano de la tumba"), Salaverry entiende el amor como la búsqueda de una felicidad o imposible o apenas entrevista y perdida de inmediato. Sin detenerse en el siempre opaco presente, su poesía se desplaza entre el deseo y la esperanza, pronto frustrados, y el recuerdo, inevitablemente dolorido. En "Ilusiones" alude a ambos extremos como "mentiras venideras", y "mentiras del pasado". Para Salaverry el amor parece oscilar entre la imposibilidad y el fracaso.

También produjo poesía patriótica (por ejemplo: "El sol de Junín" o "Dos de mayo") y de reflexión filosófica (sobre todo en Misterios de la tumba).